# 빅토리아호
빅토리아호(영어: Lake Victoria, 루오어: Nam Lolwe, 간다어: 'Nnalubaale)는 아프리카 대호수 중 가장 큰 호수이다. 아프리카에서 제일 넓고, 세계에서 두 번째로 넓은 담수호로, 수면 면적이 6만 9,500 km2이다. 담수어업이 성행한다. 불규칙한 사변형의 모양으로 서쪽면을 제외한 다른 면은 굴곡이 심하다. 호수에는 섬들도 많고 물이 맑아 물밑의 암초도 볼 수 있다.

## 이름
호수의 이름은 루오어로는 Nam Lolwe, 루간다어로는 'Nnalubaale로 불린다. 우케레웨(Ukerewe)라는 이름도 기록되어 있다.
‘빅토리아’라는 이름은 영국의 탐험가 존 해닝 스피크가 빅토리아 여왕을 기리기 위해 붙인 것이다. 반투어로 ‘큰 물’, ‘호수’를 뜻하는 니안자(nyanza)와 결합해 빅토리아 니안자(Victoria Nyanza)라고도 불린다.

## 지리
아프리카 중부에 있는 호수로 한반도 면적의 1/3가량 된다. 남한 면적 기준으로는 대한민국의 약 70%나 되는 아주 거대한 호수. 평균수심이 40m, 최고 수심은 83m 정도이다. 우간다, 탄자니아, 케냐 3국이 국경을 맞대는 호수이다. 호수 서쪽에서 카게라강, 동쪽에서 마라강 등 많은 하천이 흘러들고, 백나일 강이 발원한다.

## 같이 보기
- 앨버트호
- 키오가호
- 우간다